# John Kenyon Netherton Jones
John Kenyon Netherton Jones (* 28. Januar 1912 in Birmingham; † 13. April 1977 in Kingston, Ontario) war ein englischer Chemiker.
Jones war der Sohn eines Schiffsagenten und studierte ab 1930 Chemie an der University of Birmingham mit dem Bachelor-Abschluss 1933. Danach war er in der Industrie und befasste sich mit Synthese von Ascorbinsäure. 1936 wurde er bei Walter Norman Haworth promoviert und wurde Dozent an der Universität Bristol, war 1946 Dozent in Manchester und ab 1948 wieder in Bristol. 1953 wurde er Professor an der Queen’s University in Kingston.
Er befasste sich mit der Chemie von Kohlenhydraten, besonders der Aufklärung der Struktur verschiedener Pflanzengummis, wobei er spezielle Verfahren entwickelte (periodische Oxidationstechnik, automatisierter Fraction cutter). Später befasste er sich in Kanada auch mit Cellulosen, Biochemie von Mikroorganismen und Antibiotika.